# Paul Niemeyer
Paul Niemeyer, född 9 mars 1832 i Magdeburg, död 24 februari 1890 i Berlin, var en tysk läkare. Han var halvbror till Felix von Niemeyer.
Niemeyer blev 1854 medicine doktor och bosatte sig som praktiserande läkare i Berlin. Jämte rent vetenskapliga arbeten och läroböcker, såsom Handbuch der theoretischen und klinischen Perkussion und Auskultation (1868-71) och Medicinische Abhandlungen (tre band, 1872-75), utgav han en mängd populära medicinska skrifter, av vilka några översattes till svenska.